# Dedina Bernardelli
Dedina Bernardelli (Rio de Janeiro, 23 de Abril de 1964), é uma atriz brasileira.

## Carreira
Dedina Bernardelli nasceu no Rio de Janeiro em 1963, filha de pais italianos que mudaram para o Brasil, passou a infância correndo pelos jardins do Museu de Arte Moderna. Sua primeira atuação foi aos 19 anos quando fez sua estreia profissional no Teatro Planetário com o espetáculo Capitães de Areia, romance de Jorge Amado, adaptado e dirigido por Carlos Wilson; ano em que esteve também em cartaz com o espetáculo Apareceu a Margarida, de Clóvis Levi, dirigido Roberto Athayde. Em 35 anos de carreira, foram mais de 40 peças nos principais teatros do Rio de Janeiro e em turnês pelo Brasil. A atriz foi dirigida por grandes nomes do teatro brasileiro, como Domingos oliveira, José Wilker, Jackeline Laurence, Eduardo Wotzick, Camilla Amado, Cacá Mourthé, Oswaldo Montenegro, José Possi Neto, Ary Coslov, Tânia Bôscoli, Maria Mariana, Cristina Bethencurt e Emilio de Mello.
No cinema também estreou em 1982 no filme de um dos grupos mais queridos do Brasil. Dedina atuou em “Os Vagabundos Trapalhões”, dirigida por J.B.Tanko. São 17 filmes redendo-lhe
uma menção honrosa no premiado “Corpo em Delito” de Nuno César Abreu, no Festival de Natal, em 1989. Fez parte do elenco de “Aníbal Machado, o iniciado do vento”, filme premiado no Festival de Terezina em 1994. Atuou em “Adágio Sostenuto”, de Pompeu Aguiar, com o qual ganhou o prêmio de melhor atriz no Festival de Sergipe (2008). Recebeu também um Kikito de melhor atriz em curta metragem, no Festival de Gramado (2003) com o filme “Jonas”, de Allan Sieber. No cinema também foi dirigida por nomes importantes como , Daniel Filho, Domingos Oliveira, Pompeu Aguiar, Sérgio Fonta, Marcelo Taranto, Sergio Rezende e Joaquim Ferreira do Santos.
Esteve no elenco de grandes produções da Tv brasileira como Roque Santeiro, Carmem, Irmãos Coragem, Paraiso Tropical, Dupla identidade. Em 2017 esteve no elenco da novela "O Rico e Lázaro", da Tv Record. Interpretou Dinah, mãe do protagonista (Asher) vivido por Rafael Gevu e Dudu Azevedo, em fases diferentes da trama: uma mulher doce, carinhosa e de fé inabalável. Já em 2018, Dedina estará em "Jesus" trama também da emissora dourada.

## Filmografia

### Cinema
| Ano  | Título                          | Personagem         |
| ---- | ------------------------------- | ------------------ |
| 2022 | Procura-se                      | Mirna Cassani      |
| 2021 | Estado de Alerta                | Alice              |
| 2016 | Em Nome da Lei                  | Lurdes             |
| 2013 | Primeiro Dia de Um Ano Qualquer | Raíra              |
| 2011 | Disparos                        | Silvana            |
| 2010 | Ponto Final                     | Helena             |
| 2009 | No Meu Lugar                    | Elisa              |
| 2009 | Adágio Sostenuto                | Ana Maria Morelli  |
| 2004 | A Dona da História              | Mulher             |
| 2004 | Feminices                       | Isabel             |
| 2003 | Jonas                           | [ 3 ]              |
| 2002 | Separações                      | Convidada da Festa |
| 1990 | Corpo em Delito                 | Sílvia             |
| 1982 | As Sete Vampiras                | Dora               |
| 1982 | Os Vagabundos Trapalhões        | Figurante          |

### Televisão
| Ano  | Título                               | Personagem             | Notas                         | Emissora          |
| ---- | ------------------------------------ | ---------------------- | ----------------------------- | ----------------- |
| 1984 | Transas e Caretas                    | Estela                 |                               | Rede Globo        |
| 1985 | Antônio Maria                        | Alzira                 |                               | Rede Manchete     |
| 1985 | Roque Santeiro                       | Ângela Flores          |                               | Rede Globo        |
| 1987 | Carmem                               | Duda                   |                               | Rede Manchete     |
| 1988 | Vida Nova                            | Henriqueta             |                               | Rede Globo        |
| 1990 | Tele Tema                            | A Mocinha              | Episódio: "Do Arco da Velha"  | Rede Globo        |
| 1991 | Salomé                               | Isolda                 |                               | Rede Globo        |
| 1991 | O Portador                           | Marlene                |                               | Rede Globo        |
| 1991 | Ilha das Bruxas                      | Selena                 |                               | Rede Manchete     |
| 1993 | Contos de Verão                      | —                      |                               | Rede Globo        |
| 1994 | Incrível, Fantástico, Extraordinário | Marta                  | Episódio: "Os Últimos Passos" | Rede Manchete     |
| 1996 | Quem É Você?                         | Mara                   |                               | Rede Globo        |
| 1996 | Você Decide                          | —                      | Episódio: "Molambo de Gente"  | Rede Globo        |
| 1996 | Você Decide                          | —                      | Episódio: "Doce Engano"       | Rede Globo        |
| 1996 | Você Decide                          | —                      | Episódio: "Dilema de Amor"    | Rede Globo        |
| 1997 | Você Decide                          | Ângela                 | Episódio: "Epidemia"          | Rede Globo        |
| 2002 | Desejos de Mulher                    | Pia                    |                               | Rede Globo        |
| 2007 | Mandrake                             | Doutora Carla Pimentel | Episódio: "João Santos"       | HBO Brasil        |
| 2007 | Paraíso Tropical                     | Helena Cardoso         |                               | Rede Globo        |
| 2008 | Malhação                             | Marília                |                               | Rede Globo        |
| 2009 | Malhação                             | Marília                |                               | Rede Globo        |
| 2011 | Os Anjos do Sexo                     | Helena Marques Pontes  | Episódio: "Atração Fatal"     | Rede Bandeirantes |
| 2011 | Os Anjos do Sexo                     | Rosa Maria             | Episódio: "O Rufião"          | Rede Bandeirantes |
| 2011 | Os Anjos do Sexo                     | Luísa                  | Episódio: "A Nossa Namorada"  | Rede Bandeirantes |
| 2013 | O Crime e o Burguês                  | Emma                   |                               | TV Cultura        |
| 2013 | As Canalhas                          | Verônica               | Episódio: "Isabela"           | GNT               |
| 2014 | Dupla Identidade                     | Celina                 |                               | Rede Globo        |
| 2015 | Além do Tempo                        | Marina                 |                               | Rede Globo        |
| 2017 | O Rico e Lázaro                      | Dinah                  |                               | RecordTV          |
| 2018 | Jesus                                | Edissa                 |                               | RecordTV          |
| 2021 | Gênesis                              | Reduana                | Fase: Jornada de Abraão       | RecordTV          |
| 2021 | Dom                                  | Mãe de Márcio          | Episódio: "Crashing"          | Prime Video       |
| 2022 | Sob Pressão                          | Marlene                | Episódio 5                    | Globoplay         |

## Teatro
- Jukebox
- Cartas de Amor
- Mulheres de 40
- Cabaré Filosófico 2002 - A Festa
- Valsa Na Varanda
- Pra Quem Gosta de Mim
- Espetáculo Deslumbrante
- Número Faz Favor
- O Herói do Mundo Ocidental
- Lábios que Beijei
- Yerma
- Confissões das Mulheres de 30
- Ideias Íntimas - Alvares de Azevedo
- Werther, o Limite da Paixão
- M. Butterfly
- O Protagonista
- Guerreiras do Amor
- Sábado, Domingo, Segunda
- Os Menestréis
- Os 12 Trabalhos de Hércules
- O Guarani
- Apareceu a Margarida
- Maratona
- Capitães da Areia

## Rádio
- Amigas Invisíveis (2005-2006), na Rádio Globo.

## Prêmios
- Em 2003, recebeu um Kikito como melhor atriz com o curta-metragem Jonas, de Allan Sieber.
- Em 2008, recebeu o premio de melhor atriz com o longa metragem Adágio Sostenuto, no Festival Ibero Americano de Sergipe.